# Einherjar

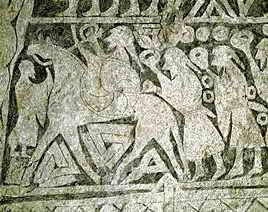
Einherjarii lui Odin.

În mitologia nordică, Einherjarii sunt eroii care au murit și au fost aduși de valkiri în Valhalla. Se spune că einherjarii sunt niște războinici foarte curajoși și că sunt conduși de zeul Heimdall. Aceștia se hrănesc cu carne de mistreț și petrec cu veselie în Valhalla, până la venirea Ragnarokului. Atunci, toți einherjarii se vor ridica la luptă, alături de zei împotriva giganților.
Acest articol referitor la mitologia nordică  este deocamdată un ciot. Puteți ajuta Wikipedia prin completarea lui!